# Malaiensegler
Der Malaiensegler (Apus nipalensis) ist eine Vogelart der Gattung Apus in der Familie der Segler. Er wurde lange – und wird von einigen Autoren noch heute – als Unterart des sehr ähnlichen Hausseglers  angesehen.
Verwirrend ist, dass die gebräuchlichste englische Bezeichnung des Malaienseglers House Swift lautet und damit der deutschen Bezeichnung des Hausseglers (Apus affinis) entspricht. Auch im Deutschen wird der Malaiensegler gelegentlich als Haussegler bezeichnet.

## Beschreibung
Der Malaiensegler weist eine Körperlänge von 15 Zentimetern auf und ist damit etwas größer als der Haussegler. Beide Geschlechter sehen gleich aus. Der Malaiensegler kann in seinem Verbreitungsgebiet über den weißen Bürzel und den leicht gegabelten Schwanz eindeutig identifiziert werden, die Schwanzgabelung ist allerdings kaum zu erkennen, wenn der Schwanz gänzlich aufgefächert ist.
Das Gefieder ist vorwiegend schwarzbraun und sehr dunkel, besonders die Schwanzfedern. Der große, rundliche, weiße Kehlfleck und der weiße Bürzel heben sich deutlich ab. Jungvögel sind an den mehr ausgefransten Schwungfedern zu erkennen.
Die Stimme ähnelt der des Hausseglers sehr, wie dieser ist der Malaiensegler sehr ruffreudig.

## Verbreitung und Wanderungen
Das Verbreitungsgebiet des Malaienseglers liegt in Südostasien, hauptsächlich östlich dem des Hausseglers. 
Der nordwestliche Ausläufer liegt im Himalaya von Nepal ostwärts bis Assam, südlich bis Bangladesch und den indischen Bundesstaaten Mizoram, Manipur sowie Nagaland. Von dort setzt sich die nördliche Grenze des Verbreitungsgebiets bis in den Südosten Chinas fort. Auch in Japan ist der Malaiensegler südlich des 36. Breitengrads zu finden.
Weiter südlich kommt der Malaiensegler in Myanmar, Thailand, Laos, Vietnam, Kambodscha, Osttimor und Malaysia vor. Weit verbreitet ist er auch auf den Inseln Südostasiens wie Sumatra, Java, Bali, Borneo und den nördlichen Philippinen. Auch im Norden Australiens wurden schon Malaiensegler beobachtet.
In allen Teilen des Verbreitungsgebiets ist der Malaiensegler Standvogel. Es wird vermutet, dass Teile der nördlichen Populationen auch ein Zugverhalten zeigen, dies ist aber bislang nicht näher untersucht worden.

## Lebensraum
Der Lebensraum entspricht dem des Hausseglers, wenn auch die Tendenz zur Koloniebildung etwas geringer ist. Wie der Haussegler brütet der Malaiensegler vorwiegend in der Nähe des Menschen. Er findet sich vom Tiefland bis in Höhen von 2100 Metern in Nepal.